# Liffol-le-Petit
Liffol-le-Petit ist eine Gemeinde in Frankreich mit 320 Einwohnern (Stand: 1. Januar 2022). Sie gehört zur Region Grand Est (vor 2016 Champagne-Ardenne), zum Département Haute-Marne, zum Arrondissement Chaumont und zum Kanton Poissons.

## Geographie
Liffol-le-Petit liegt etwa 35 Kilometer nordöstlich von Chaumont an der Grenze zum Département Vosges. Umgeben wird Liffol-le-Petit von den Nachbargemeinden Aillianville im Norden und Nordwesten, Liffol-le-Grand im Norden und Osten, Harréville-les-Chanteurs im Südosten, Bourmont-entre-Meuse-et-Mouzon im Süden und Südosten, Prez-sous-Lafauche im Süden und Westen sowie Lafauche im Westen und Nordwesten.
Durch die Gemeinde führt die frühere Route nationale 65 (jetzige D674).

## Bevölkerungsentwicklung
| Jahr                       | 1962 | 1968 | 1975 | 1982 | 1990 | 1999 | 2006 | 2019 |
| -------------------------- | ---- | ---- | ---- | ---- | ---- | ---- | ---- | ---- |
| Einwohner                  | 335  | 357  | 340  | 358  | 347  | 355  | 354  | 315  |
| Quellen: Cassini und INSEE |      |      |      |      |      |      |      |      |

## Sehenswürdigkeiten

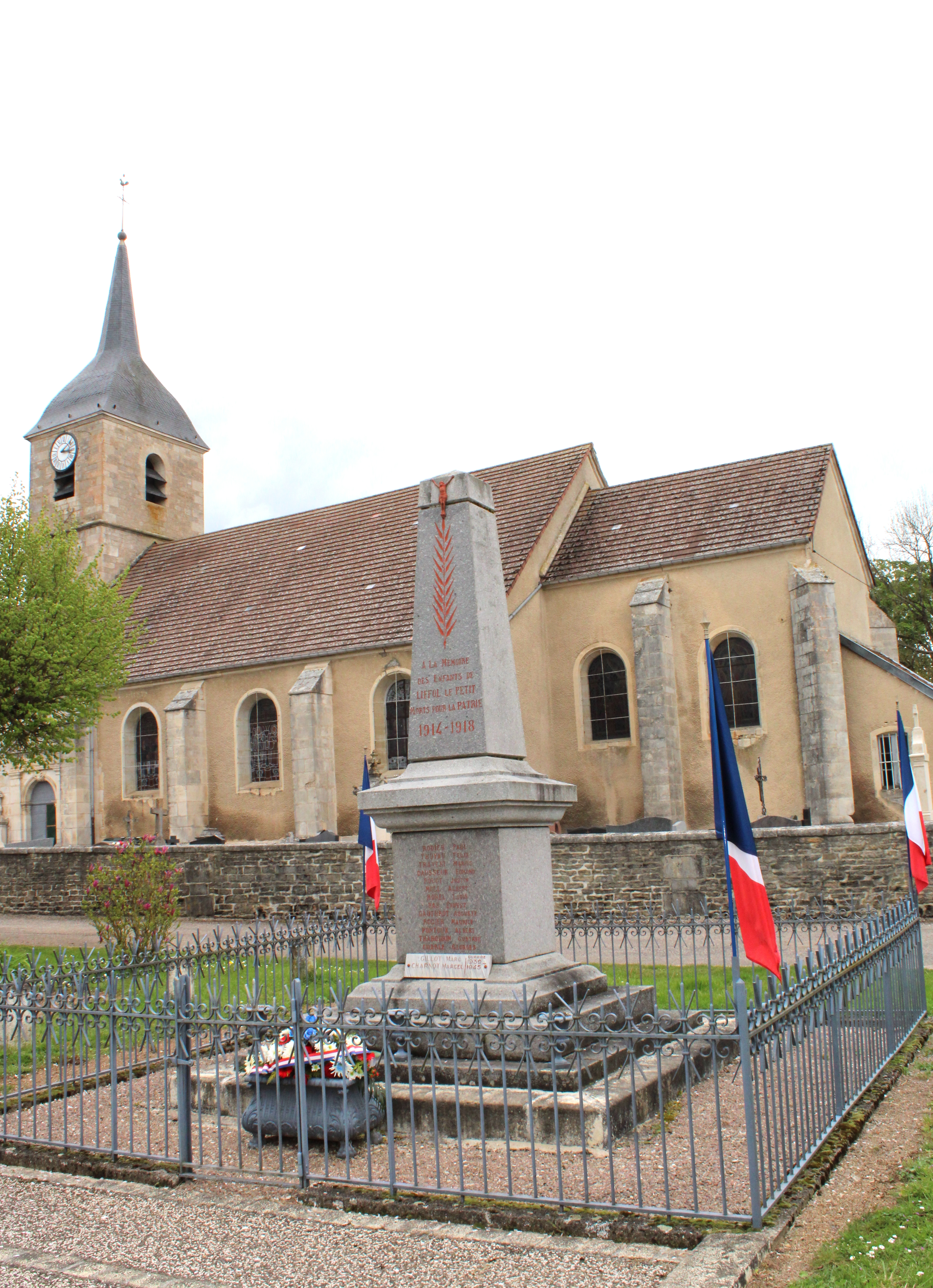
Kirche Saint-Remy und Gefallenendenkmal

- Kirche Saint-Remy

## Persönlichkeiten
- Pierre Colnard (1929–2018), Kugelstoßer